# Joan Recasens Farré
Joan Recasens Farré (Cunit, Baix Penedès, 5 de gener de 1905 - Marsella, 20 de febrer de 1975) fou un polític català.
S'establí a Vilanova i la Geltrú l'any 1928. L'abril de 1931 va ser un dels firmants de l'acord final de la llarga vaga de la cimentera Griffi, mantinguda des del 20 d'agost de 1930 fins al 22 d'abril de 1931. Va ser regidor del consistori vilanoví del 5 al 17 de març de 1937 i alcalde de la ciutat del 17 de març de 1937 fins al 7 de setembre de 1938 quan va haver d'incorporar-se al front de guerra.
El gener de 1939 va exiliar-se a França, on fou internat en el camp de concentració d'Argelers de la Marenda (Rosselló) d'on va fugir i va viure clandestinament a la regió de Marsella fins a l'alliberament de França de les tropes nazis.